# Abracris
Abracris is een geslacht van rechtvleugeligen uit de familie veldsprinkhanen (Acrididae). De wetenschappelijke naam van dit geslacht is voor het eerst geldig gepubliceerd in 1870 door Walker.

## Soorten
Het geslacht Abracris omvat de volgende soorten:
- Abracris bromeliae Roberts & Carbonell, 1981
- Abracris coriacea Giglio-Tos, 1894
- Abracris dilecta Walker, 1870
- Abracris flavolineata De Geer, 1773